# Магниевые лигатуры
Ма́гниевые лигату́ры — лигатуры, применяемые для получения чугуна с шаровидным графитом.
Магниевые лигатуры подразделяют на тяжёлые с плотностью 5000—7500 кг/м³ на основе никеля, меди и железа и на лёгкие с плотностью 2300-4500 кг/м³ на основе кремния и кальция.
В магниевых лигатурах содержание 3-30 % Mg. Помимо указанных элементов, отдельные марки магниевых лигатур содержат хром, барий, церий, редкоземельные металлы. Наиболее употребительны Ni — Mg-лигатуры (5-20 % Mg, 95—80 % Ni), FeSi—Mg—Са-лигатуры.
Лигатуры это основной шихтовый материал, который оказывает значительное влияние на качество сплавов во время их изготовления. Те методы получения магниевых лигатур с редкоземельными металлами, которые существуют характеризуются большим количеством стадий, высокотемпературными процессами и значительными безвозвратными потерями редкоземельных металлов. Лигатуры, в основе которых магний и алюминий также имеют в своем составе хотя бы один тугоплавкий. Однако за последние годы многими исследователями были апробированы различные способы получения тройных и, даже четвертных лигатур.